# Liu Yuxi
Liu Yuxi (chinois simplifié : 刘禹锡 ; chinois traditionnel : 劉禹錫 ; pinyin : Liú Yǔxī ; Wade : Liu Yühsi ; 772-842) est un poète chinois, philosophe et essayiste actif durant la dynastie Tang. Associé de Bai Juyi, il est connu pour le style populaire de ses poèmes.

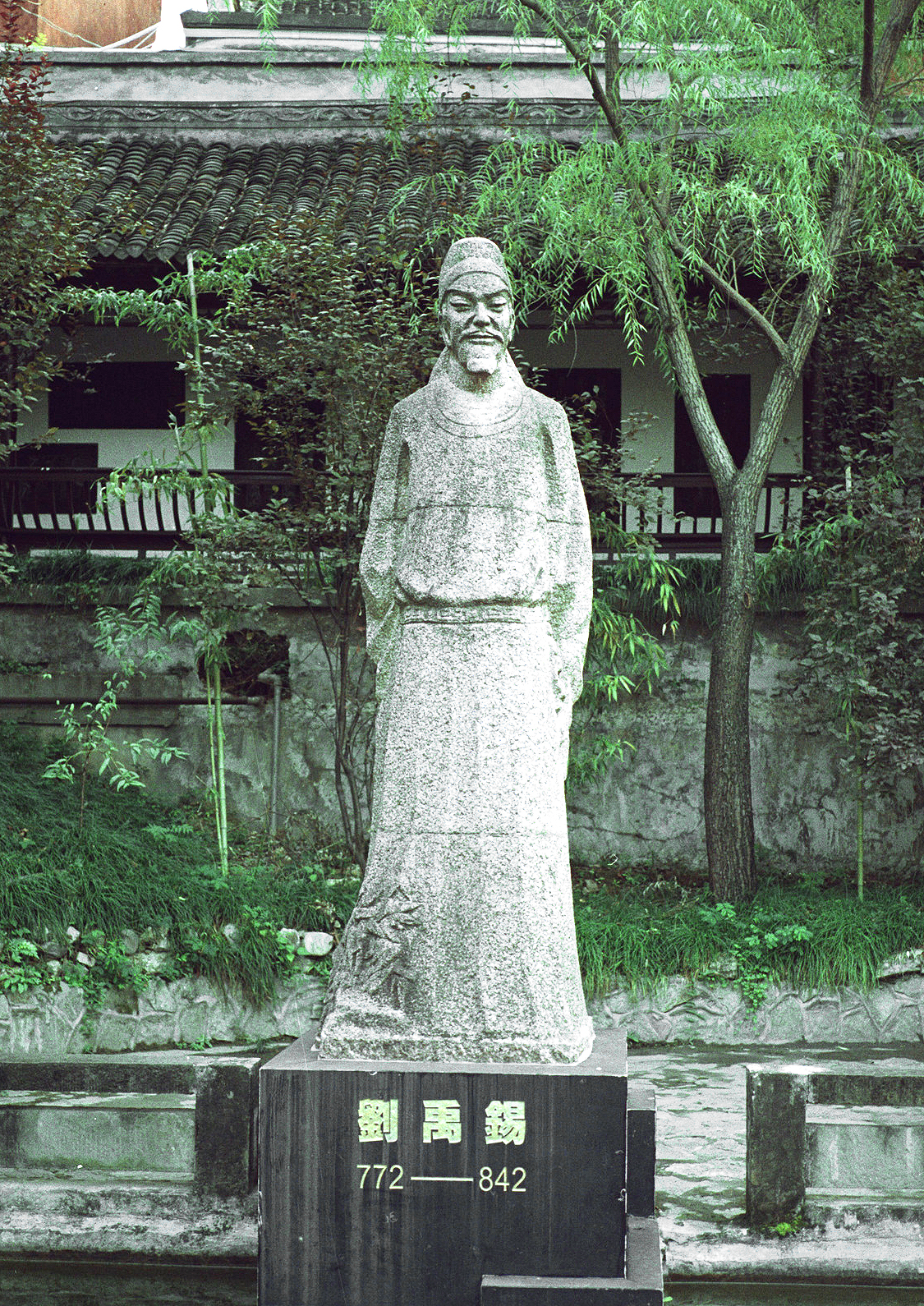
Statue de Liu Yuxi à Baidi.
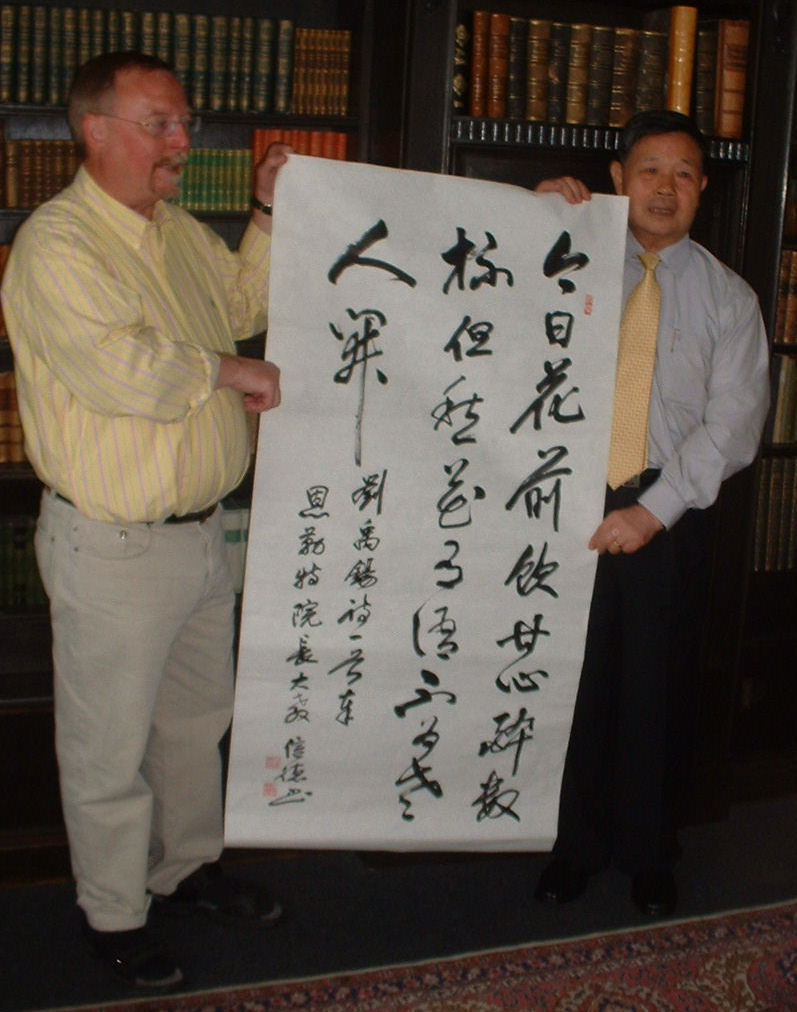
Poème de Liu Yuxi par le calligraphe chinois Sun Xinde.